# 조 베서
조 베서(Joe Besser, 1907년 8월 12일 ~ 1988년 3월 1일)는 미국의 희극 배우, 음악가, 성우, 배우, 텔레비전 배우, 영화배우이다.

## 영화
- 위치 웨이 투 더 프론트 (1970년)
- 심부름 소년 (1961년)
- 신더펠라 (1960년)
- 사랑을 합시다 (1960년)
- 세이 온 포 미 (1959년)
- 헬렌 모건 스토리 (1957년)
- 매드 앳 더 월드 (1955년)
- 아이, 더 주어리 (1953년)
- 애보트와 코스텔로- 크리스마스 쇼 (1952년)
- 다이아몬드 쟁탈전 (1949년)
- 이디 워즈 어 레이디 (1945년)
- 헤이, 루키 (1944년)